# أوليغ شاتوف
أوليغ أليكساندروفيتش شاتوف (بالروسية: Олег Александрович Шатов)‏ (مواليد 29 يوليو 1990) هو لاعب كرة قدم روسي يلعب مع نادي زينيت سانت بطرسبرغ في الدوري الروسي الممتاز.

## الأهداف الدولية
| #  | التاريخ      | المكان                              | الخصم   | الهدف | النتيجة | المنافسة |
| -- | ------------ | ----------------------------------- | ------- | ----- | ------- | -------- |
| 1. | 6 يناير 2013 | ملعب ماربيا البلدي، ماربيا، إسبانيا | آيسلندا | 0–2   | 0–2     | ودية     |
| 2. | 31 مايو 2014 | ملعب أوليفول، أوسلو، النرويج        | النرويج | 0–1   | 1–1     | ودية     |

## روابط خارجية
- أوليغ شاتوف على موقع الاتحاد الدولي (مؤرشف)  (الإنجليزية)
- أوليغ شاتوف على موقع الاتحاد الأوربي (الإنجليزية)
- أوليغ شاتوف على موقع قاعدة بيانات كرة القدم.إي يو (الإنجليزية)
- أوليغ شاتوف على موقع ناشيونال فوتبول تيمز (الإنجليزية)
- أوليغ شاتوف على موقع Soccerway.com (الإنجليزية)
- أوليغ شاتوف على موقع عالم كرة القدم.نت (الإنجليزية)
- أوليغ شاتوف على موقع AS.com (الإسبانية)